# Menhir von Grand Breuil
Der Menhir von Grand Breuil (auch Menhir du Palais genannt) liegt südlich des Weilers Grand Breuil an der Gabelung der D 112 mit der Straße nach Lezonnais, östlich von Trédion im Département Morbihan in der Bretagne in Frankreich.
Der etwas bewachsene, phallische Menhir ist etwa 3,0 m hoch und befindet sich auf einem kleinen Hügel in einer Rasenfläche, direkt neben der Straße.
In der Nähe stehen die Menhire von Belle Alouette und Le Passoir und liegen die Dolmen von Coëby.